# خيوط حرير (مسلسل)
خيوط الحرير مسلسل كويتي من تأليف حمد بدر، وإخراج خالد راضي الفضلي، وأنتج عام 2017.

## القصة
تدور الأحداث في قالب كوميدي اجتماعي، وتنمو العلاقات، وتُطِل مريم الفتاة الطيبة التي يحبها الجميع، ولكنهم يجهلون حقيقتها، فكل المشاكل الذي تخلق فجأة هي بطلتها الخفية، التي تسعى إلى الخراب بوجه الملاك، فهل ستنجح في شرها؟ وهل سيكتشفون حقيقتها؟>

## الممثلين
- أحمد العونان.
- هند البلوشي.
- ملاك.
- هنادي الكندري.
- شهاب حاجيه.
- عبد الله الطراروة.
- نواف النجم.
- فواز حمد بدر.
- عبد العزيز النصار.
- روان الصايغ.
- هدى صلاح.
- صابرين بورشيد
- إيمان الحسيني